# Клавулиновые
Клавулиновые (лат. Clavulinaceae) — семейство грибов, входящее в порядок лисичковых (Cantharellales).

## Биологическое описание
Плодовые тела распростёртые или рогатиковидные, нередко разветвлённые, бледные, буроватые или розоватые, кожистые или довольно мясистые. Гифальная система мономитическая, гифы неокрашенные, тонкостенные, вздутые, с пряжками или без них. У некоторых видов присутствуют цистиды. Базидии дву- или четырёхспоровые, удлинённой формы. Споры эллиптической или шаровидной формы, гладкие, неамилоидные.

## Экология
Представители семейства образуют микоризу, или же являются сапротрофами.

## Таксономия

### Список родов
- Clavulicium Boidin, 1957 — Клавулициум
- Clavulina J. Schröt., 1888 — Клавулина
- Membranomyces Jülich, 1975
- Multiclavula R.H. Petersen, 1967 — Мультиклавула